# Philippe Berthelot

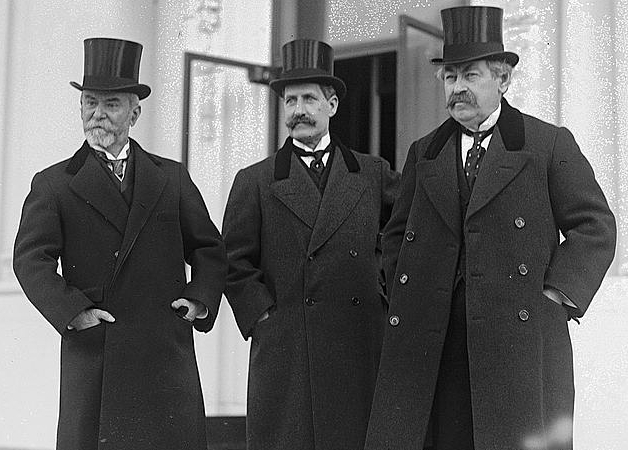
Philippe Berthelot (midden) met Jean Jules Jusserand (l) en Aristide Briand (r)

Philippe Berthelot (Sèvres, 9 oktober 1866 – Parijs, 22 november 1934) was een Frans diplomaat.

## Leven
Philippe Berthelot was de zoon van de vermaarde scheikundige Marcellin Berthelot (1827-1907). Hij trad in 1889 in diplomatieke dienst. Sinds 1904 was hij werkzaam op het ministerie van Buitenlandse Zaken aan de Quai d'Orsay en gold in de aanloop van de Eerste Wereldoorlog als een van de bekwaamste diplomaten.
Na de oorlog werd hij secretaris-generaal van het ministerie van Buitenlandse Zaken met de rang van ambassadeur (1920-1933). Hij was betrokken bij het schandaal rond de in 1922 failliet gegane Banque Industrielle de Chine en werd in 1922 voor tien jaar als diplomaat geschorst, hij werd echter reeds in 1925 weer opgenomen in diplomatieke dienst.
Philippe Berthelot was bevriend met kunstenaars, schrijvers en illectuelen. Hij was ook bevriend met de diplomaten Paul Claudel, Saint-John Perse, Jean Giraudoux en Paul Morand, welke carrières hij heeft bevorderd.

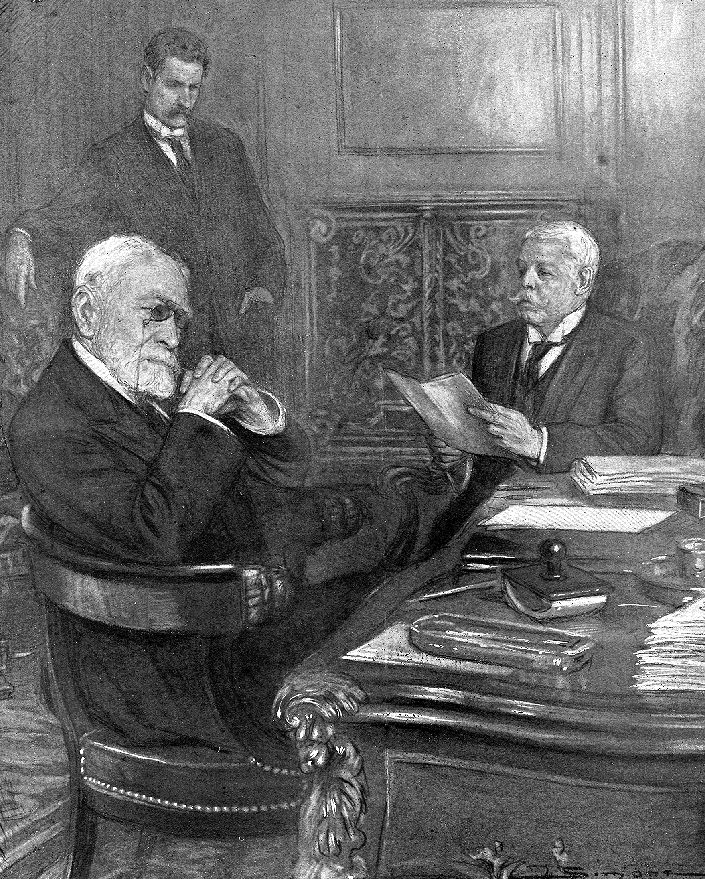
Philippe Berthelot (op de achtergrond) was in 1914 aanwezig bij besprekingen tussen de Duitse ambassadeur Wilhelm Freiherr von Schoen (r) en de Franse waarnemend minister van Buitenlandse Zaken Jean-Baptiste Bienvenu-Martin (l)